# Inscripciones de Vimose

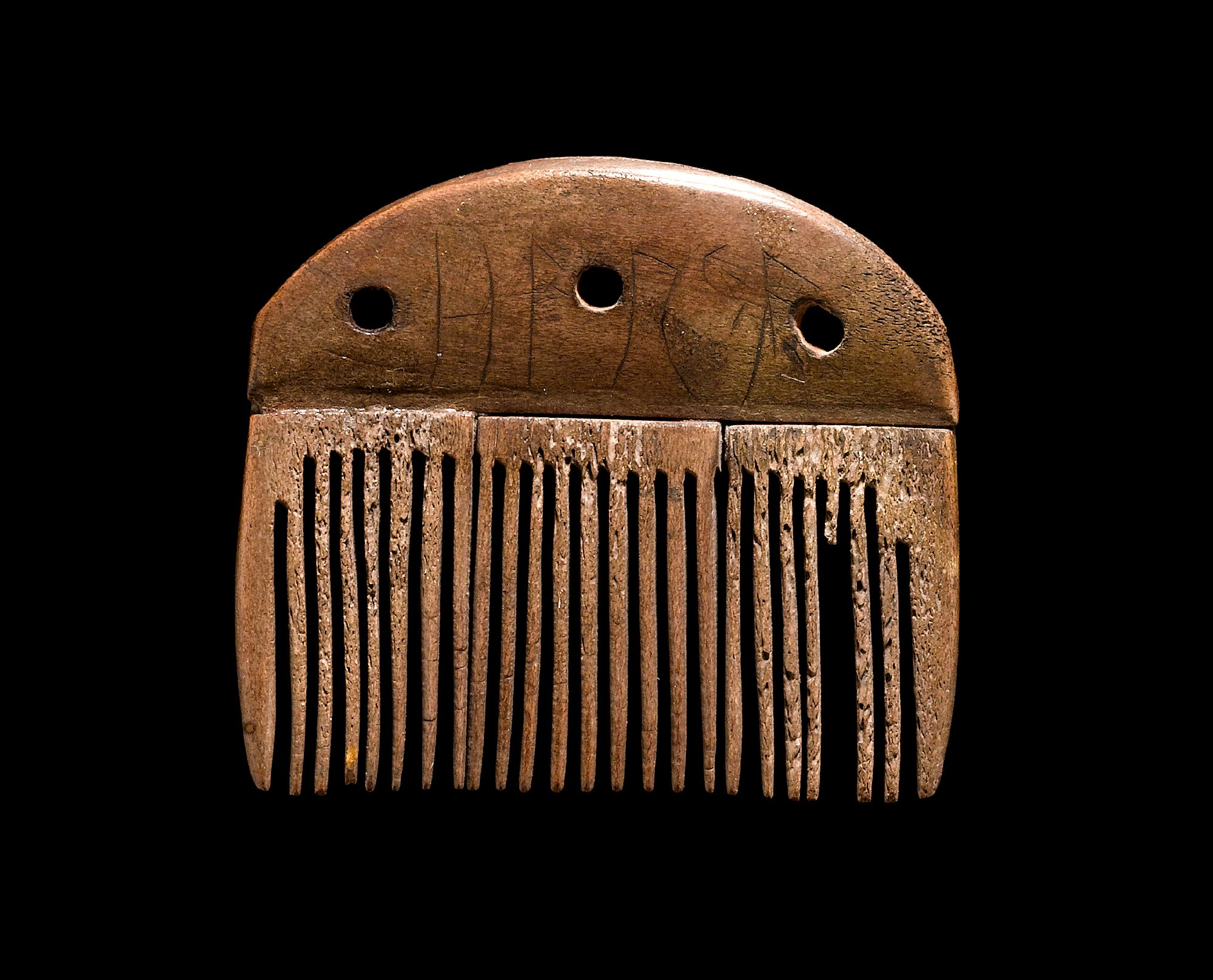
El peine de Vimose, Museo nacional de Dinamarca.

Los utensilios encontrados en la ciénaga de Vimose, en la isla de Fionia (Dinamarca), se encuentran entre los objetos más antiguos con inscripciones en el idioma protogermánico tardío o protonórdico inicial, escritas con runas del alfabeto en futhark antiguo y datadas entre los siglos II y III. 

## Objetos e inscripciones
Los objetos con inscripciones son los siguientes: 
- Peine de Vimose (de alrededor del 160, considerada la inscripción rúnica más antigua del mundo con datación segura). La inscripción dice: harja que se cree que significa «peine».[1]

- Hebilla de Vimose (de alrededor del 200), inscripción: aadagasu =? ansuz-a(n)dag-a(n)su / laasauwija =? la-a[n]sau-wija;[2]

- Vaina de Vimose (de alrededor del 250) inscripción: mariha || [.]ala / makija; posiblemente «la espada de Alla» (Makhaira) o bien «el famoso Alla»[3]

- Cepillo de carpintero de Vimose (alrededor del 300), inscripción: talijo gisai oj: wiliR [..]la o[...] / tkbis: hleuno: an[.]: regu[4]

- Funda de plato de Vimose (alrededor del 300), inscripción: awgns; posiblemente "hijo/descendiente de Awa"[5]

- Punta de lanza de Vimose, inscripción: [w]agni[ŋ]o[6]